# Голић (презиме)
Голић је српско, хрватско и босанско презиме. Познати људи са овим презименом су:
- Андреј Голић (1974), рукометаш
- Небојша Голић (1977), рукометаш
- Слађана Голић (1960), кошаркашица
- Сребренка Голић (1958), политичарка